# Manuel Gómez-Moreno
Manuel Gómez-Moreno Martínez (Granada, 21 de febrero de 1870-Madrid, 7 de junio de 1970) fue un arqueólogo, historiador del arte e historiador español.

## Biografía
Nació en el seno de una familia de artistas e impresores. Su padre, Manuel Gómez-Moreno González era un cultivado pintor, bien relacionado con la élite cultural granadina y miembro de la Real Academia de Bellas Artes de San Fernando, con quien realizaría diversas exploraciones arqueológicas de la provincia de Granada y de la propia ciudad, llegando a colaborar en la Guía de Granada, de 1892.
Una estancia en Roma de su padre, pensionado por la Diputación de Granada entre 1878 y 1880, y las enseñanzas del mismo durante sus excursiones a distintos lugares, vinculadas al Centro Artístico y Literario y a la Comisión Provincial de Monumentos de Granada, sirvieron de base para una sólida formación práctica en el dibujo, la epigrafía y la documentación que, en suma, le aportaron una enorme capacidad de observación. 
En 1886 inició sus estudios de licenciatura, colaboró con Hübner en su Corpus Inscriptionum Latinarum, y fue formado por Simonet en lengua árabe. Sus primeras publicaciones estuvieron relacionadas con temas locales granadinos y con arqueología romana y visigótica. Fue profesor de Historia y Arqueología Sagrada en el Colegio-Seminario del Sacro-Monte entre 1890 y 1905. 
En 1898 marcha a Madrid con la intención de presentarse a la Cátedra de Historia del Arte en la Escuela Central de Artes y Oficios, firmada, entre otros por José Ramón Mélida. Sostuvo una amplia lucha administrativa para, finalmente, desestimarla. Aquí iniciaría un periodo en cierta forma errático hasta consolidarse profesionalmente, integrándose, en un primer momento, en el entorno social de Juan F. Riaño, gracias a las gestiones del pintor granadino Alejandro Ferrant. Su conocimiento del árabe permite que el propio Riaño le encargue la ordenación del epistolario de Pascual de Gayangos, padre de su esposa.

### Los Catálogos Monumentales y Artísticos de España
Esta relación marcará un punto de inflexión en su vida, cuando en 1900, Alejandro Pidal y Mon, marqués de Pidal, ministro de Fomento, aprobaría el proyecto de realización de los Catálogos Monumentales y Artísticos de España, proyecto para el cual contaba con el apoyo de Juan Facundo Riaño, miembro de la Real Academia de Bellas Artes de San Fernando. En 1901 comenzó la ejecución del Catálogo Monumental de Ávila, concluido en mayo de ese año, al que seguirían el de Salamanca en 1903, Zamora en 1904 y León entre 1906 y 1908. Gracias a esos desplazamientos, pudo conocer de primera mano y con todo detalle todos los monumentos de las provincias catalogadas, además del establecimiento de toda una serie de relaciones sociales fundamentales para su vida. 
El abandono de los Catálogos Monumentales no le dejó fuera del proyecto reformador emprendido en la primera década del siglo XX por los políticos próximos a la Institución Libre de Enseñanza. En estos años se desarrolla una amplia política de creación de distintas instituciones destinadas a la investigación científica, cultural y pedagógica, como la Junta para la Ampliación de Estudios e Investigaciones Científicas (1907), en el seno de la cual aparecería el Centro de Estudios Históricos, de cuya sección de arqueología se haría cargo entre 1910 y 1936. 

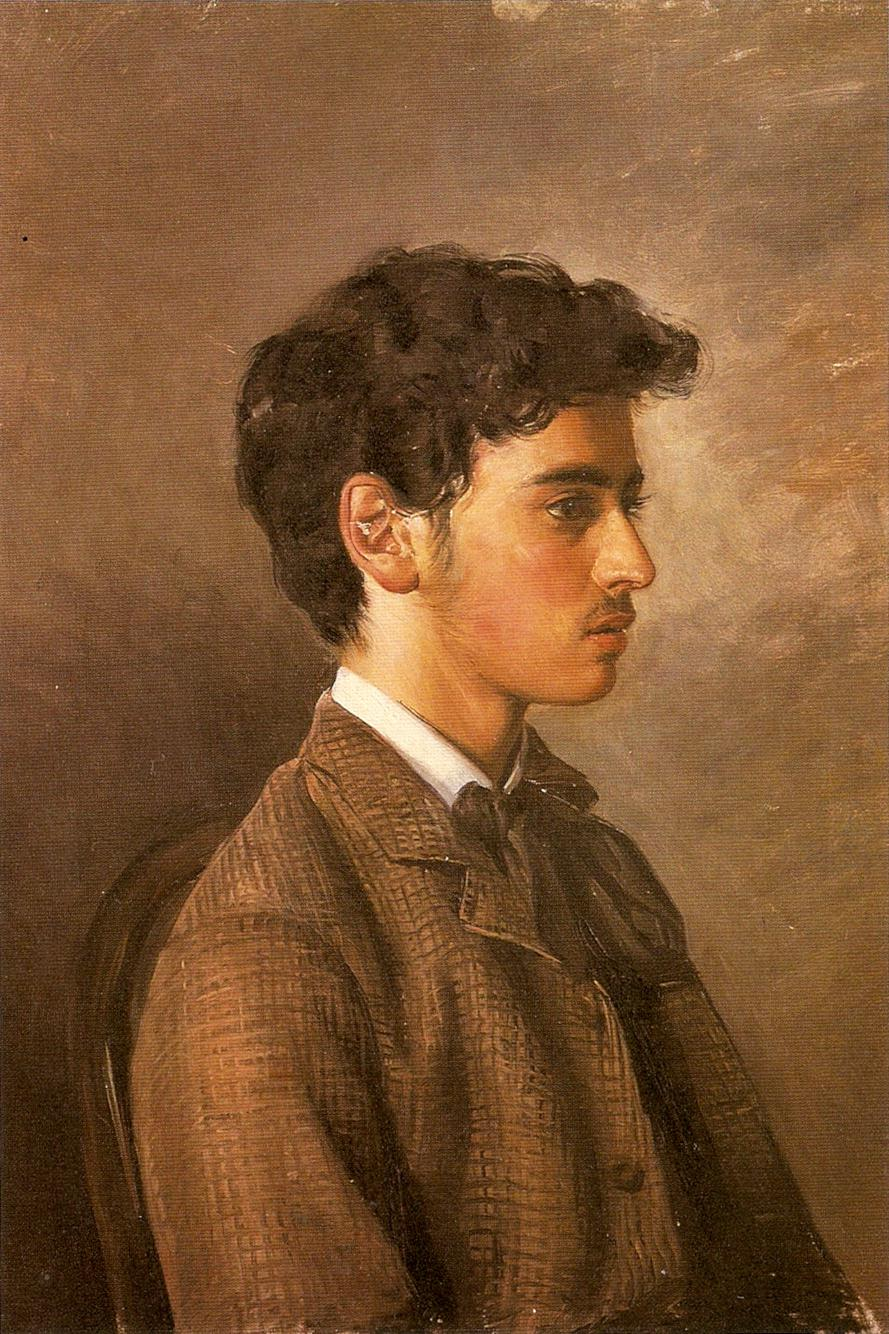
Retrato de Manuel Gómez-Moreno Martínez a los catorce años de edad (c. 1884), pintado por su padre Manuel Gómez-Moreno González y conservado por la Fundación Rodríguez Acosta de Granada.

Desde allí realizaría distintas excursiones que, junto a su conocimiento previo adquirido con los catálogos, acabarían conformando el corpus de datos para su tesis doctoral sobre arqueología mozárabe, campo de investigación impulsado por los propios ejes estratégicos del Centro.

### En el Centro de Estudios Históricos y en la Universidad Central
En el Centro desarrolló su actividad educativa. En la Sección de Arqueología los escasos alumnos del momento disfrutaban de un método de enseñanza directo, basado en el apoyo de los contenidos teóricos con clases prácticas de observación de fotografías, diapositivas o materiales, cuando no de excursiones a los sitios objeto de estudio. Allí formó discípulos como Cabré, Carriazo, Camps, Mergelina, Navascués, Mateu, Beltrán o Camón.
Participó en el proceso de institucionalización de la arqueología en España en la redacción de la Ley de Excavaciones de 1911. Además fue vocal de la Junta Superior de Excavaciones y Antigüedades. En 1913 obtuvo la Cátedra de Arqueología Árabe en la Universidad Central. Una posición institucional y académica privilegiada y un programa ideológico bien definido son las bases desde las que, a partir de década de los veinte, definiría su concepción de la prehistoria española. De hecho, sus primeros trabajos de síntesis sobre el tema son el Ensayo de prehistoria española de 1922 y la Síntesis de prehistoria española de 1925, ambas inéditas hasta su publicación en las Misceláneas de 1949.

### Estudios de lenguas hispánicas
También en la década de los años veinte comenzaron a aparecer sus estudios sobre epigrafía que supusieron un hito en el conocimiento de la escritura ibérica, ampliados en su discurso de ingreso a la Real Academia Española, en 1942, con el título Las lenguas hispánicas (1942). 
Junto a la actividad científica de esta etapa desarrolló una amplia actividad institucional, política y educativa. Promovió, con Elías Tormo, la creación de la revista Archivo Español de Arte y Arqueología (1925), sin duda, un referente historiográfico en España.

### Exposición Internacional de Barcelona y otras actividades de gestión cultural
Fue designado comisario de la Exposición Internacional de Barcelona de 1929 y en 1930 fue nombrado director general de Bellas Artes por Elías Tormo, cuando este fue Ministro de Instrucción Pública (fue su consejero desde 1923). 
Entre 1930 y 1932 fue responsable del traslado para su preservación de la iglesia visigoda de San Pedro de la Nave, que se encuentra en la localidad de El Campillo, término municipal de San Pedro de la Nave-Almendra en la provincia de Zamora (España), bajo la dirección del arquitecto Alejandro Ferrant Vázquez.
En 1933 llevaría a cabo uno de los mayores logros de la acción cultural de la Segunda República, el crucero por el Mediterráneo en el buque Ciudad de Cádiz. Este viaje ponía en práctica las premisas educativas y pedagógicas de la Institución Libre de Enseñanza.

### Durante la Guerra Civil
En 1934 dejó su cátedra aunque continuó sus actividades como director del Instituto Valencia de Don Juan entre 1925 y 1950, en el Patronato de la Alhambra (fue su secretario desde 1913) o en las academias de la Historia y Bellas Artes. En junio de 1936 fue nombrado presidente de la Junta Superior del Tesoro Artístico, encargada de la catalogación y conservación del patrimonio artístico, y durante la Guerra Civil fue asesor de la Junta Delegada de Incautación, Protección y Salvamento del Tesoro Artístico de Madrid. 
Tras ella, con cerca de setenta años, todavía desarrolló una ingente actividad científica, apareciendo trabajos tan significativos como el citado sobre Las lenguas hispánicas (1942) o las Misceláneas (1949), además de otros sobre epigrafía como El plomo de Líria (1953) o La escritura bástulo-turdetana (1961).

### Tras la Segunda República
Su actividad profesional y política durante la Segunda República no supusieron contratiempo alguno para que, tras la victoria franquista en 1939, recibiera reconocimiento a su labor científica. 
En 1942 le fue impuesta la gran cruz de la Orden de Alfonso X el Sabio, entre 1944 y 1950 obtuvo la dirección honoraria del instituto Diego Velázquez del recién creado Consejo Superior de Investigaciones Científicas. Más adelante recibió asimismo reconocimientos por su labor investigadora, como el de Historia de la Fundación Juan March en 1956, gracias a la publicación de su obra Adán y la Prehistoria. 
Es importante valorar el apoyo de muchos de sus alumnos en otras etapas, algunos incorporados al sistema universitario, como Tovar, Mergelina, Nieto o Gallego Burín.

## Reconocimientos
Entre otros honores y distinciones cabría señalar la distinción como doctor honoris causa por las universidades de Montevideo, de Oxford en 1941, de Glasgow en 1951 y de Granada en 1970.
Académico de número de la Real Academia de la Historia (1917), de la Real Academia de Bellas Artes de San Fernando (1931) y de la Real Academia Española (1943).
Miembro de la Society of Antiquaries de Londres y de la Hispanic Society de Nueva York, además de integrante de los Patronatos del Metropolitan Museum de Nueva York, del Museo del Prado, del de Artes Decorativas, del Arqueológico Nacional o del Museo de La Alhambra; director del Instituto Valencia de Don Juan.

## Obra parcial
- Con Manuel Gómez-Moreno González, Medina Elvira. Imprenta de la Lealtad, Granada 1888
- Con Manuel Gómez-Moreno González, Guía de Granada. Madrid 1892
- Monumentos romanos y visigóticos de Granada. Imprenta de la Lealtad, Granada 1889
- El arte de grabar en Granada. Madrid 1900
- Arquitectura tartesia. La Necrópolis de Antequera. 1905
- Granada y su provincia. En su Monumentos arquitectónicos de España. Madrid 1907
- Alhambra. Con 48 ilustraciones de Manuel Gómez-Moreno Martínez. En El arte en España. Comisaría Regia del Turismo y Cultura Artística, Barcelona 1911
- Iglesias Mozárabes. Arte español de los siglos IX a XI. Madrid 1919
- "De Epigrafia ibérica: El plomo de Alcoy". En Revista de Filología Española. IX,  Madrid 1922
- Cerámica Medieval española. Fidel Giró, Barcelona 1924
- "Sobre los iberos y su lengua". En: Homenaje a Menéndez Pidal. III. Imprenta de la Librería y Casa Editorial Hernando, Madrid 1925
- Provincia de León (1906-1908). En su Catálogo Monumental de España. Ministerio de Instrucción Pública y Bellas Artes, Madrid 1925
- Alonso Cano, escultor. En: Archivo Español de Arte y Arqueología. VI, Madrid 1926
- "Provincia de Zamora (1903-1905)". En su Catálogo Monumental de España. Ministerio de Instrucción Pública y Bellas Artes, Madrid 1927
- Obras de Miguel Ángel en España. Madrid 1930
- La escultura del Renacimiento en España. Editorial Firenze, Barcelona 1931
- "A propósito de Simón de Colonia en Valladolid". En: Archivo Español de Arte y Arqueología. Madrid 1934
- El arte románico español: Esquema de un libro. Madrid 1934
- Valladolid. Con 48 Ilustraciones. En su El arte en España. Patronato Nacional del Turismo, Barcelona 1940
- Las águilas del Renacimiento Español: Bartolomé Ordóñez. Diego Siloé. Pedro Machuca. Alonso Berruguete. 1517-1558. Madrid 1941
- El Greco, (Dominico Theotocopuli). Barcelona 1943
- La mezquita mayor de Tudela. Institución Príncipe de Viana, Pamplona 1945
- Historia y arte en el Panteón de las Huelgas de Burgos. Instituto Diego Velázquez. Consejo Superior de Investigaciones Científicas, Madrid 1947
- La escritura ibérica y su lenguaje. Madrid 1948
- Misceláneas. Historia, arte, arqueología.... Silverio Aguirre, Madrid 1949
- Diego de Pesquera, escultor. Madrid 1955
- El barroco granadino. Real Academia de Bellas Artes de San Fernando, Madrid 1956
- Adán y la Prehistoria. Madrid 1958
- La escritura bástulo-turdetana (primitiva hispánica). Artes Gráficas Clavileño, Madrid 1962
- "Diego Siloé: Homenaje en el IV centenario de su muerte". En Cuadernos de Arte y Literatura Universidad de Granada, Granada 1963
- Documentación goda en pizarra. Madrid 1966
- Provincia de Salamanca. En su Catálogo Monumental de España. Servicio Nacional de Información Artística, Madrid 1967
- El Panteón Real de las Huelgas de Burgos. Instituto Diego Velázquez. Consejo Superior de Investigaciones Científicas, Madrid, 1946.
- «De epigrafía ibérica: El plomo de Alcoy.» En: Revista de Filología Española, Madrid, tomo IX (1922), pp. 342-366.
- Catálogo monumental y artístico de España
- Arte mudéjar toledano
- Monumentos visigóticos
- Esculturas hispanorromanas
- El arco árabe
- La novela de España. Madrid. 1928.
- La escultura del Renacimiento en España. Barcelona, editorial Firenze. 1931.
- El arte románico español. Madrid. 1934.
- Las lenguas hispánicas. Discurso de recepción en la Real Academia Española el 28 de junio.